# The Secret of the Dirk

The Secret of the Dirk (大羅劍俠, Dà luó jiànxiá) est un film hongkongais réalisé par Hsu Tseng Hung, sorti en 1970 au cinéma.
Pour plus de détails, voir Fiche technique et Distribution.

## Synopsis
Le clan du Tigre Noir est un groupe de jeunes hommes qui ont été réduits à vivre dans l'illégalité par les conditions sociales auxquelles ils ont été soumis. Ils sont à la recherche d'un trésor convoité par des personnes qui s'en prétendant les propriétaires légitimes. Tandis que divers redresseurs de torts autoproclamés se prévalent de ce statut pour se mêler d'affaires ne les concernant pas directement. 
L'absence de méthodes modernes de résolution pacifique des conflits va conduire les parties opposées à un recours massif à la violence armée, une pratique se soldant par un lourd tribut en vies humaines et en sang versé.
Les "Tigres" parviendront-ils à percer le secret du poignard éponyme?

## Fiche technique
- Titre : The Secret of the Dirk
- Réalisation : Teng-Hung Hsu
- Chorégraphie des combats : Tang Chia
- Société de production : Shaw Brothers
- Pays d'origine : Hong Kong
- Format : Couleurs - 2,35:1 - Mono - 35 mm
- Genre : wuxia pian
- Durée :
- Date de sortie : 1970

## Distribution
- Ching Li : Liu Ming-chu
- Chang I : Zhou Ying-long, un justicier autoproclamé
- Shu Pei-pei : Liu Ching-ching
- Tien Feng : Wang Shan-hu
- Helen Ma : Xiao Lan
- Tang Chia : chef du clan des Tigres noirs
- Wang Hsieh : Shi Shih-chun
- David Chiang : membre subalterne des Tigres Noirs
- Chen Kuan-tai : membre des Tigres Noirs
- Yuen Woo-ping : cascadeur